# SMS Kaiserin und Königin Maria Theresia
Le SMS Kaiserin und Königin Maria Theresia fut le premier croiseur cuirassé construit à Trieste dans le Littoral autrichien pour la Marine austro-hongroise. Le nom allemand peut être traduit par Impératrice et Reine Marie-Thérèse.

Les ingénieurs s'inspirèrent des deux croiseurs protégés de classe Kaiser Franz Joseph I construits précédemment.

## Histoire
En 1895, il inaugure l'ouverture du canal de Kiel puis fait une première campagne dans le Levant (Proche-Orient) en 1896.

En 1897, il participe à la manifestation de la flotte internationale au large de la Crète. En 1898, il effectue une mission en mer des Caraïbes lors de la Guerre hispano-américaine.

Entre 1900 et 1902, il est présent dans la flotte internationale, en Asie de l'est, durant la révolte des Boxers.

À la suite de sa refonte  terminée en 1910 il fait de nombreux voyages à l'étranger en tant que présence austro-hongroise dans le Levant, entre 1911 et 1913.

Étant de conception quelque peu dépassée à l'entrée de la Première Guerre mondiale, il n'est pas engagé au combat et devient un navire de soutien basé à Šibenik en Dalmatie.
Le 7 février 1917, il est désarmé au port de Pula. Il devient un navire-caserne pour la flottille de sous-marins allemands en Méditerranée et son armement est installé pour la défense du port.
En octobre 1918, le SMS Kaiserin und Königin Maria Theresia n'est plus qu'un ponton dans le port de Pula. En janvier 1920, il est affecté à la délégation navale des alliés à Paris comme dommage de guerre. Il est vendu à l'aciérie italienne Vaccaro & Co pour démolition et remorqué à Portoferraio sur l'Île d'Elbe.

## Armement
Il fut réarmé plusieurs fois durant sa courte carrière.
À l'origine, il devait comprendre 6 pièces de 150 mm et 14 de 47 mm, mais cette dotation restreinte ne lui permettrait pas d'assurer le rôle d'un cuirassé. Après son lancement le 28 avril 1893, il reçut un armement plus adapté à sa mission de protection de la flotte de guerre. Comme l'Empire austro-hongrois n'avait pas toute la capacité de fabrication de son armement, il acheta une partie de celui-ci à la firme allemande Krupp AG d'Essen.

En entrant en service actif en novembre 1894, il possédait un armement plus important : deux pièces de 240 mm Krupp de calibre 35, 8 pièces Krupp à tir rapide de 150 mm de même calibre, 12 Skoda de 47 mm de calibre 44 et 6 Hotchkiss de calibre 33, 2 pièces Skoda de 66 mm d'appui aux débarquements (type Howitzer de calibre 15), et quatre tubes lance-torpilles de 450 mm.

Entre 1906 et 1910, le Kaiserin und Königin Maria Theresia subit une refonte importante. Ses mâts sont supprimés, et il est réarmé de manière plus modeste, avec la suppression des canons Krupp : deux pièces Skoda de 190 mm, 8 pièces de 150 mm, 12 de 47 mm, 2 Howitzer de 77 mm, quatre de 37 mm et quatre tubes lance-torpilles de 445 mm.
Son blindage n'était pas excessivement important, pas plus de 100 mm. Certaines pièces d'artillerie n'étaient qu'à protection de type barbette. Malgré ce gain de poids, cela ne lui permit jamais d'atteindre la vitesse des cuirassés.